# Киреев, Арслан Идиятович
Арслан (Арсланбек) Идиятович Киреев (баш. Арыҫланбәк Иҙиәт улы Кирәев, 26 сентября 1908, Уфимская губерния — 14 июня 1952, Башкирская АССР) — передовик советского сельского хозяйства, комбайнер Чишминской МТС, Герой Социалистического Труда (1951).

## Биография
Родился 26 сентября 1908 года в деревне Нижние Термы (ныне Чишминского района Башкортостана).
С 1920 работал на заводах Уфы, с 1933 года — помощник комбайнера, с 1934 года — комбайнер Чишминской машинно-тракторной станции (МТС). Участник Великой Отечественной войны. После войны достиг высокой производительности труда: в 1950 году намолот зерна комбайном «Сталинец-1» с убранной площади за 35 дней составил 8441 центнер, семян многолетних трав — 66 центнеров.
Указом Президиума Верховного Совета СССР от 20 июня 1951 года за достижение высоких показателей на уборке и обмолоте зерновых культур и семян трав в 1950 году присвоено звание Героя Социалистического Труда с вручением ордена Ленина и золотой медали «Серп и Молот».
За очередные высокие производственные показатели был награждён вторым орденом Ленина 10 июня 1952 года.
Умер 14 июня 1952 года в посёлке Чишмы.

## Награды
- медаль «Серп и Молот» (20.06.1951)
- два ордена Ленина (20.06.1951; 10.06.1952)

## Память
Именем Киреева названа улица в посёлке Чишмы.